# Ryzen
Ryzen är en processorfamilj från AMD som lanserades under 2017, och är baserad på deras Zen-arkitektur.
Ryzen introducerar en hel del nytt i jämförelse med tidigare AMD-processorer. Detta inkluderar bland annat stöd för DDR4-RAM, SMT (Simultaneous MultiThreading, se Hyperthreading), den nya sockeln AM4, TR4 & sTRX4, och XFR (Extended Frequency Range). Dessutom tillverkas de med 14nm, 12nm & 7nm-transistorer, till skillnad från tidigare generationer från AMD, som tillverkats med 28nm eller större.

## Modeller
De första processorerna i Ryzen-familjen har modellnummer på formen XYYY, X som vilken generation och YYY som modellnummer. 
På de flesta processorer finns det bokstäver. De använder sockeln AM4.
| Bokstav på slutet | Betydelse |
| ----------------- | --- |
| X                 | XFR - låter processorn öka sin frekvens över den angivna turbofrekvensen om temperaturer och strömförsörjning tillåter |
| G                 | Med integrerad Radeon Vega Graphics                                                                                    |
| E                 | Använder mindre energi                                                                                                 |
| H                 | Mobila processorer |
| U                 | Mobila processorer som använder mindre energi                                                                          |

| Familj  | Arkitektur   | Modell          | Kärnor/Trådar | Frekvens (GHz) | Frekvens (GHz) | Cache  | Cache | Cache | TDP (W) | Socket |
| Familj  | Arkitektur   | Modell          | Kärnor/Trådar | Standard       | Turbo          | L1     | L2    | L3    | TDP (W) | Socket |
| ------- | ------------ | --------------- | ------------- | -------------- | -------------- | ------ | ----- | ----- | ------- | ------ |
| Ryzen 9 | Zen 3 (7nm)  | 5950X           | 16/32         | 3,4            | 4,9            | 1 MB   | 8 MB  | 64 MB | 105     | AM4    |
| Ryzen 9 | Zen 3 (7nm)  | 5900X           | 12/24         | 3,7            | 4,8            | 768 KB | 6 MB  | 64 MB | 105     | AM4    |
| Ryzen 9 | Zen 3 (7nm)  | 5900 (för OEMs) | 12/24         | 3,0            | 4,7            | 768 KB | 6 MB  | 64 MB | 65      | AM4    |
| Ryzen 9 | Zen 2 (7nm)  | 3950X           | 16/32         | 3,5            | 4,7            | 1 MB   | 8 MB  | 64 MB | 105     | AM4    |
| Ryzen 9 | Zen 2 (7nm)  | 3900XT          | 12/24         | 3,8            | 4,7            | 768 KB | 6 MB  | 64 MB | 105     | AM4    |
| Ryzen 9 | Zen 2 (7nm)  | 3900X           | 12/24         | 3,8            | 4,6            | 768 KB | 6 MB  | 64 MB | 105     | AM4    |
| Ryzen 7 | Zen 3 (7nm)  | 5800X           | 8/16          | 3,8            | 4,7            | 512 KB | 4 MB  | 32 MB | 105     | AM4    |
| Ryzen 7 | Zen 3 (7nm)  | 5800 (för OEMs) | 8/16          | 3,4            | 4,6            | 512 KB | 4 MB  | 32 MB | 65      | AM4    |
| Ryzen 7 | Zen 2 (7nm)  | 3800XT          | 8/16          | 3,9            | 4.7            | 512 KB | 4 MB  | 32 MB | 105     | AM4    |
| Ryzen 7 | Zen 2 (7nm)  | 3800X           | 8/16          | 3,9            | 4,5            | 512 KB | 4 MB  | 32 MB | 105     | AM4    |
| Ryzen 7 | Zen 2 (7nm)  | 3700X           | 8/16          | 3,6            | 4.4            | 512 KB | 4 MB  | 32 MB | 65      | AM4    |
| Ryzen 7 | Zen+ (12nm)  | 2700X           | 8/16          | 3,7            | 4.3            | 768 KB | 4 MB  | 16 MB | 105     | AM4    |
| Ryzen 7 | Zen+ (12nm)  | 2700            | 8/16          | 3,2            | 4.1            | 768 KB | 4 MB  | 16 MB | 65      | AM4    |
| Ryzen 7 | Zen+ (12nm)  | 2700E           | 8/16          | 2,8            | 4,0            | 768 KB | 4 MB  | 16 MB | 45      | AM4    |
| Ryzen 7 | Zen (14nm)   | 1800X           | 8/16          | 3,6            | 4,0            | 768 KB | 4 MB  | 16 MB | 95      | AM4    |
| Ryzen 7 | Zen (14nm)   | 1700X           | 8/16          | 3,4            | 3,8            | 768 KB | 4 MB  | 16 MB | 95      | AM4    |
| Ryzen 7 | Zen (14nm)   | 1700            | 8/16          | 3,0            | 3,7            | 768 KB | 4 MB  | 16 MB | 65      | AM4    |
| Ryzen 5 | Zen 3 (7 nm) | 5600X           | 6/12          | 3,7            | 4,6            | 384 KB | 3 MB  | 32 MB | 65      | AM4    |
| Ryzen 5 | Zen 2 (7nm)  | 3600XT          | 6/12          | 3.8            | 4.5            | 384 KB | 3 MB  | 32 MB | 95      | AM4    |
| Ryzen 5 | Zen 2 (7nm)  | 3600X           | 6/12          | 3.8            | 4.4            | 384 KB | 3 MB  | 32 MB | 95      | AM4    |
| Ryzen 5 | Zen 2 (7nm)  | 3600            | 6/12          | 3.6            | 4.2            | 384 KB | 3 MB  | 32 MB | 65      | AM4    |
| Ryzen 5 | Zen 2 (7nm)  | 3400G           | 4/8           | 3.7            | 4.2            | 384 KB | 2 MB  | 4 MB  | 65      | AM4    |
| Ryzen 5 | Zen 2 (7nm)  | 3400GE          | 4/8           | 3.3            | 4.0            | 384 KB | 2 MB  | 4 MB  | 35      | AM4    |
| Ryzen 5 | Zen+ (12nm)  | 2600X           | 6/12          | 3,6            | 4,2            | 578 KB | 3 MB  | 16 MB | 95      | AM4    |
| Ryzen 5 | Zen+ (12nm)  | 2600            | 6/12          | 3,4            | 3,9            | 578 KB | 3 MB  | 16 MB | 65      | AM4    |
| Ryzen 5 | Zen+ (12nm)  | 2600E           | 6/12          | 3,1            | 4,0            | 578 KB | 3 MB  | 16 MB | 45      | AM4    |
| Ryzen 5 | Zen+ (12nm)  | 2500X           | 4/8           | 3,6            | 4,0            | 384 KB | 2 MB  | 8 MB  | 65      | AM4    |
| Ryzen 5 | Zen+ (12nm)  | 2400G           | 4/8           | 3,6            | 3,9            | 384 KB | 2 MB  | 4 MB  | 65      | AM4    |
| Ryzen 5 | Zen+ (12nm)  | 2400GE          | 4/8           | 3,2            | 3,8            | 384 KB | 2 MB  | 4 MB  | 35      | AM4    |
| Ryzen 5 | Zen (14nm)   | 1600X           | 6/12          | 3,6            | 4,0            | 576 KB | 3 MB  | 16 MB | 95      | AM4    |
| Ryzen 5 | Zen (14nm)   | 1600            | 6/12          | 3,2            | 3,6            | 576 KB | 3 MB  | 16 MB | 65      | AM4    |
| Ryzen 5 | Zen (14nm)   | 1500X           | 4/8           | 3,5            | 3,7            | 384 KB | 2 MB  | 16 MB | 65      | AM4    |
| Ryzen 5 | Zen (14nm)   | 1400            | 4/8           | 3,2            | 3,4            | 384 KB | 2 MB  | 8 MB  | 65      | AM4    |
| Ryzen 3 | Zen (14nm)   | 1300X           | 4/4           | 3,5            | 3,7            | 384 KB | 2 MB  | 8 MB  | 65      | AM4    |
| Ryzen 3 | Zen (14nm)   | 1200            | 4/4           | 3,1            | 3,4            | 384 KB | 2 MB  | 8 MB  | 65      | AM4    |

| Familj  | Modell | Kärnor/Trådar | Frekvens (GHz) | Frekvens (GHz) | Cache | GPU  | GPU            | TDP (W) |
| Familj  | Modell | Kärnor/Trådar | Standard       | Turbo          | L2    | CU:s | Frekvens (MHz) | TDP (W) |
| ------- | ------ | ------------- | -------------- | -------------- | ----- | ---- | -------------- | ------- |
| Ryzen 7 | 2700U  | 4/8           | 2,2            | 3,8            | 2 MB  | 11   | 1300           | 12-25   |
| Ryzen 5 | 2500U  | 4/8           | 2,0            | 3,6            | 2 MB  | 8    | 1100           | 12-25   |
| Ryzen 3 | 2300U  | 4/4           | 2,0            | 3,4            | 2 MB  | 6    | 1100           | 12-25   |
| Ryzen 3 | 2200U  | 2/4           | 2,5            | 3,4            | 1 MB  | 3    | 1100           | 12-25   |

### Threadripper
Ryzen Threadripper-processorerna släpptes under sommaren 2017, har fler kärnor än de vanliga Ryzen-processorerna, och använder LGA-sockeln TR4. Processorerna i denna familj som har 8 - 64 kärnor som kommunicerar via AMD:s Infinity Fabric. Threadripper-processorerna har 64 PCI-express lanes och quad-channel DDR4.
| Familj             | Socket | Struktur    | Modell | Kärnor/Trådar | Frekvens (GHz) | Frekvens (GHz) | Cache    | Cache | Cache  | TDP (W) |
| Familj             | Socket | Struktur    | Modell | Kärnor/Trådar | Standard       | Turbo          | L1       | L2    | L3     | TDP (W) |
| ------------------ | ------ | ----------- | ------ | ------------- | -------------- | -------------- | -------- | ----- | ------ | ------- |
| Ryzen Threadripper | sTRX4  | Zen 2 (7nm) | 3990X  | 64/128        | 2,9            | 4,3            | 4 MB     | 32 MB | 256 MB | 280     |
| Ryzen Threadripper | sTRX4  | Zen 2 (7nm) | 3970X  | 32/64         | 3,7            | 4,5            | 2 MB     | 16 MB | 128 MB | 280     |
| Ryzen Threadripper | sTRX4  | Zen 2 (7nm) | 3960X  | 24/48         | 3,8            | 4,5            | 1,5 MB   | 12 MB | 128 MB | 280     |
| Ryzen Threadripper | sTR4   | Zen+ (12nm) | 2990WX | 32/64         | 3,0            | 4,2            | 3 MB     | 16 MB | 64 MB  | 250     |
| Ryzen Threadripper | sTR4   | Zen+ (12nm) | 2970WX | 24/48         | 3,0            | 4,2            | 2,25 MB  | 12 MB | 64 MB  | 250     |
| Ryzen Threadripper | sTR4   | Zen+ (12nm) | 2950X  | 16/32         | 3,5            | 4,4            | 1,5 MB   | 8 MB  | 32 MB  | 180     |
| Ryzen Threadripper | sTR4   | Zen+ (12nm) | 2920X  | 12/24         | 3,5            | 4,3            | 1,125 MB | 6 MB  | 32 MB  | 180     |
| Ryzen Threadripper | sTR4   | Zen (14nm)  | 1950X  | 16/32         | 3,4            | 4,0            | 1,5 MB   | 8 MB  | 32 MB  | 180     |
| Ryzen Threadripper | sTR4   | Zen (14nm)  | 1920X  | 12/24         | 3,5            | 4,0            | 1152 KB  | 6 MB  | 32 MB  | 180     |
| Ryzen Threadripper | sTR4   | Zen (14nm)  | 1900X  | 8/16          | 3,8            | 4,0            | 768 KB   | 4 MB  | 16 MB  | 180     |